# Farjat Mustafin
Farjat Mustafin (Nizhny Novgorod, Unión Soviética, 7 de septiembre de 1950) es un deportista soviético retirado especialista en lucha grecorromana donde llegó a ser medallista de bronce olímpico en Montreal 1976. Es el padre de la gimnasta artística rusa y medallista de oro olímpica Aliya Mustafina.

## Carrera deportiva
En los Juegos Olímpicos de 1976 celebrados en Montreal ganó la medalla de bronce en lucha grecorromana de pesos de hasta 57 kg, tras el luchador finlandés Pertti Ukkola (oro) y el yugoslavo Ivan Frgić (plata).